# Коммунистическая партия (Италия)
Коммунистическая партия (Partito Comunista, PC; изначально называвшаяся Коммунисты — Народные Левые, а с 2012 года Коммунисты — Народные Левые — Коммунистическая партия) — итальянская политическая партия марксистско-ленинского толка, основанная в 2009 году в качестве откола от Партии итальянских коммунистов. Партия определяет себя как «революционная политическая авангардная организация рабочего класса Италии».

## История
С 2013 года входила в Инициативу коммунистических и рабочих партий (INITIATIVE), являясь её соучредителем и представителем от Италии. В сентябре 2023 года Инициатива прекратила свою деятельность.
В 2016 году КП представила списки своих кандидатов в некоторых муниципалитетах на местных выборах в Италии.
На итальянском конституционном референдуме 2016 года выступила против конституционной реформы, рассматривая ее, как инициативу, обусловленную интересами крупного капитала, поскольку она была явно направлена на облегчение принятия антинародных мер, осуществляемых правительствами Италии.
21 января 2017 года в Риме был проведен II Национальный конгресс партии, на котором генеральным секретарем был утвержден Марко Риццо.
25 марта 2017 года, в связи с 70-летием Римского договора, на саммите глав европейских государств КП организовала в Риме демонстрацию, подтвердив свою оппозицию ЕС.
C 2016 до 2020 года молодёжной организацией Коммунистической партии был Фронт коммунистической молодёжи. Однако в марте 2020 году Фронт разорвал отношения с Компартией, обвинив руководство в оппортунизме и индивидуализме, и  уже в ноябре основал свою партию Коммунистический фронт (итал. Fronte Comunista).

## Идеология
КП декларирует марксизм-ленинизм, что предполагает откровенно революционную политическую линию, необходимость свержения капиталистической системы и превращение Италии в социалистическое государство, отвергая при этом как реформистские, так и «ревизионистские» теории. КП выступает за единство коммунистов Италии на твердой базе марксистско-ленинских теорий и лозунгов.
КП отвергает политику, нацеленную только на участие в выборах, которая характерна для многих коммунистических партий, и считает участие в выборах лишь средством для распространения своих идей и укрепления позиций партии на местах, но отнюдь не конечной целью своей политической деятельности.
Относительно истории коммунистического движения в Италии, КП признает таких ведущих деятелей движения, как Антонио Грамши и Пьетро Секкья, в то же время занимая весьма критическую позицию в отношении Пальмиро Тольятти и Энрико Берлингуэра. В отличие от ряда других коммунистических организаций КП положительно относится к такой исторической фигуре, как Сталин, однако не считает себя «сталинистской» партией. Она считает такое определение политически бессмысленным, поскольку, по её мнению, ни в каких работах Сталина нельзя найти следы разрыва с марксистско-ленинской теорией или попыток преодоления ее. КП считает сам термин «сталинизм» антикоммунистическим инструментом, появившимся после 20-го съезда Коммунистической партии Советского Союза.
На мероприятиях в память об освободительной войне КП подчеркивает, что идеи, вдохновляющие итальянского движения сопротивления были преданы буржуазной республикой, созданной сразу после войны, так как многие партизаны на самом деле боролись за социальное обновление и социалистическую Италию. КП также подчеркивает, что роль коммунистических бойцов в партизанской вооруженной борьбе преуменьшалась и скрывалась в современной историографии.
КП утверждает, что ЕС невозможно реформировать и поэтому выступает за немедленный и односторонний выход из ЕС и НАТО, дистанцируясь в то же время от «суверенистических» позиций. КП продолжает историческую традицию итальянской Коммунистической партии (PCI), выступавшей против Евросоюза, которая действительно была единственной итальянской партией, выступившей против Римского договора 1957 года. КП считает, что оппозиция ЕС снова станет коммунистическим лозунгом, несмотря на то, что в свое время он был присвоен правыми (по иронии судьбы, итальянское Социальное движение (MSI) голосовало за Римский договор).

## Международные отношения
Коммунистическая партия является членом Инициативы коммунистических и рабочих партий, организации европейских марксистско-ленинских партий, являясь ее соучредителем. Это единственная итальянская политическая сила, имеющая крепкие дружественные отношения с Коммунистической партией Греции (KKE) и Коммунистической партии народов Испании (PCPE).
КП поддерживает и укрепляет отношения с социалистическими странами, в том числе с Кубой и Северной Корее. Она также солидарна с Боливарианской Венесуэлой, осуждая империалистическую кампанию и подрывные действия против Венесуэлы, хотя КП и критически относится к теории «социализм 21 века», заявляя о необходимости окончательного разрушения буржуазной государственной машины и ее аппарата, ради реального построения социализма.

## Руководство
- Секретарь: Марко Риццо (с 2009 по настоящее время)
- Джан Карло Пайетта член Политбюро ИКП (с 1966)